# Petroica traversi
Petroica traversi е вид птица от семейство Petroicidae. Видът е застрашен от изчезване.

## Разпространение
Видът е разпространен в Нова Зеландия.